# Стів Чен
Стів Чен (англ. Steven (Steve) Chen, кит. 陳世卿, пін. Chén Shìqīng, Чень Шицин; нар. 25 серпня 1978, Тайбей, Тайвань) — комп'ютерний інженер та інтернет-підприємець, співзасновник відеохостингу YouTube.

## Біографія
Чен народився в Тайбеї, Тайвань. Коли йому було п'ятнадцять років, він і його родина іммігрували до Сполучених Штатів і оселилися в Проспект-Гайтс (Іллінойс). Він навчався в середній школі River Trails в Маунт-Проспекті, щоб отримати середню шкільну освіту, і John Hersey High School в Арлінгтон-Гайтс на першому курсі середньої школи. Протягом останніх трьох років середньої школи він відвідував Академію математики та наук Іллінойсу в Орорі, штат Іллінойс. В Університеті Іллінойсу в Урбана-Шампейн він вивчав інформатику.
Здобув ступінь магістра в Університеті Вілланова, ступінь доктора (PhD) в Університеті Іллінойсу в Урбана-Шампейн.

## Бізнес
Чен був співробітником PayPal, де він познайомився з Чедом Герлі та Джаведом Карімом. Чен також був першим співробітником Facebook, хоча пішов через кілька місяців, щоб запустити YouTube.
У 2005 році Чад Герлі, Джавед Карім і Стів Чен заснували YouTube, а Чен обійняв посаду технологічного директора. У червні 2006 року Чен був названий Business 2.0 одним із «50 людей, які мають значення зараз» у бізнесі.
16 жовтня 2006 року Чен і Герлі продали YouTube компанії Google, Inc. за 1,65 мільярда доларів. У рамках продажу Чен отримав 625 366 акцій Google і ще 68 721 у траст. Станом на вересень 2021 року акції Google оцінюються майже в 1,77 мільярда доларів.
Разом із Герлі заснували компанію AVOS Systems, яка придбала Delicious у Yahoo! Inc.
15 травня 2011 року журнал Asian Scientist Magazine включив Чена до списку 15 азійських науковців, за якими слід спостерігати.
Чен разом із Віджаєм Карунамурті заснував стрімінгову мережу харчування Nom.com у 2016 році. У 2017 році Nom.com було закрито, а обліковий запис Facebook залишився неактивним з березня 2017 року.
Чен став лауреатом Академії Лінкольна в штаті Іллінойс і нагороджений орденом Лінкольна (найвища нагорода штату) губернатором Іллінойсу у 2018 році.

## Особисте життя
У 2009 році Чен одружився з Пак Джи Хьон (кор. 박지현), нині — Джеймі Чен (англ. Jamie Chen), менеджером з маркетингу продуктів Google Korea. Зараз вони живуть у Тайбеї, Тайвань, зі своїми двома дітьми. У липні 2010 року народився син. Чени є основними прихильниками Музею азійського мистецтва в Сан-Франциско, де Джеймі була призначена опікуном у липні 2012 року. З серпня 2019 року Чен повернувся на Тайвань і відтоді проживає там разом зі своєю родиною.